# コードロン G.4

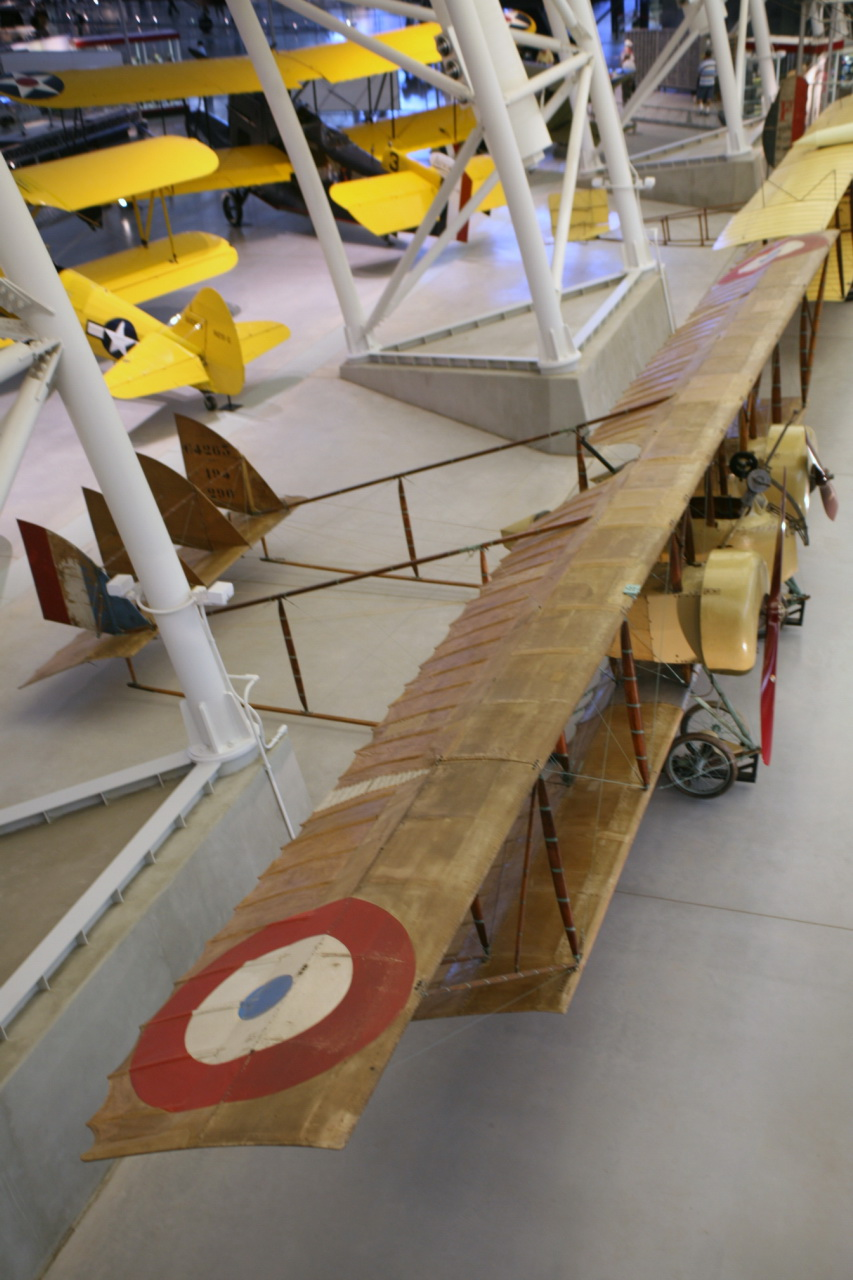
コードロン G.4

コードロン G.4は第一次世界大戦期のフランスの複葉双発複座の偵察・爆撃機である。設計者はガストン・コードロン（Gaston Caudron）。初飛行は1915年。

## 概要
ガストン、ルネのコードロン兄弟が製作した前作のG.3は信頼性の高い偵察機ではあったが、爆弾架や旋回機銃の装備が困難であった。そのためG.3の双発型として開発を開始、1915年3月に初飛行した。機体の構造はG.3と同様だが、発動機は主翼間の操縦席両側にル・ローヌCまたはアンザニ10を1基ずつ装備した。また、4つある垂直尾翼は2つのみが方向舵として動き、翼面積も増加した。
本機は1,358機がフランスで生産され、イタリアのA.E.R.で51機、ブリティッシュ・コードロンで12機が生産されている。
1915年11月にフランス空軍初の双発機として運用が開始され、前線より更に後方のラインラントへの昼間爆撃に使用される。しかしドイツ軍戦闘機の性能が向上すると損害が増大した為に夜間爆撃に切り替えられた。1916年秋には爆撃任務から退いた。大英帝国海軍航空隊でも爆撃機として採用し、ベルギーにあるドイツ軍の水上機、飛行船基地への爆撃に使用した。1917年秋にハンドレページ O/100が投入され退役する。イタリアではその高空性能の良さがかわれ、アルプス戦線での偵察に使用され、ロシア帝国でも偵察機として運用された。フィンランド空軍では救急用飛行機として使用されている。
第一次世界大戦中、連合国側最高のエースとされるルネ・フォンク（公式で75機撃墜。非公式を入れると127機）が、固定機銃を取り付けた改造機で最初に撃墜戦果を挙げた機体として知られ、彼はC.47飛行隊に所属していた時期に鈍重な本機で敵機を計2機撃墜している。この内の１回は5機のアルバトロス戦闘機に襲われたのを返り討ちにして自身は無傷だったため、これが上層部の目に留まり、フォンクが戦闘機部隊（SPA.103飛行隊）へ転属するきっかけとなった。

## 日本での運用
1920年（大正9年）に日本陸軍は、フランスからファルマン F.60を丁式二型爆撃機として導入することを決定したが、この機体が陸軍初の双発機だったことから双発機への転換訓練用の機体が必要という意見が出た。そこで、第一次世界大戦終戦後は練習機となっていたG.4を3機（10機とする資料もある）輸入し、1920年12月に戊式一型練習機として制式採用した。購入した機体は、全機所沢の陸軍航空学校に配備された。安定性、操縦性ともに良好な機体で操縦者からの評判もよかったが、丁式二型爆撃機も複操縦式で訓練にも利用できたため、本機はあまり利用されず、丁式二型爆撃機が就役した1922年（大正12年）には退役してしまった。

## 派生型
A2型
無線機装備の弾着観測、偵察機。
B2型
爆撃機型。搭載量は100kg。
E2型
練習機型。
IB型
防弾装備型。
この他にも爆撃型や嚮導機型等がある。またG.6は本機の発展型で、胴体と尾翼の構造を改めた物である。

## 性能諸元
G.4B2
- 乗員: 2 名
- 全長: 7.27 m
- 翼幅: 17.20 m
- 全高: 2.60 m
- 翼面積: 38.00 m2
- 空虚重量：733 kg
- 全備重量：1,180 kg
- 発動機: ル・ローン C 回転式空冷星型9気筒×2
- 出力(離昇):80HP
- 最高速度: 124 km/h
- 実用上昇限度: 4,000 m
- 航続距離: 3 時間 30 分
- 武装：
  - 旋回機銃×1
  - 爆弾：100 kgまで